# Xã Fawn, Quận York, Pennsylvania
Xã Fawn (tiếng Anh: Fawn Township) là một xã thuộc quận York, tiểu bang Pennsylvania, Hoa Kỳ. Năm 2010, dân số của xã này là 3.099 người.